# Messiah Marcolin
Messiah Marcolin, född Bror Alfredo Marcolin 10 december 1967 och uppväxt i Ronneby, är en svensk sångare. Han är mest känd för sina insatser i den svenska doom metal-gruppen Candlemass. Marcolin har italiensk familjebakgrund och är son till en av ägarna till Färe-Marcolin konstglas.
Marcolin tog sina första steg inom rockbranschen i bandet Sounds från Ronneby. Han fortsatte sin karriär med gruppen Mercy på deras självbetitlade fullängdsdebut 1984, följt av skivan Witchburner året därpå. 1986 blev Marcolin sångare i Candlemass, och kompletterade därmed gruppens mest klassiska sättning. Han deltog på tre fullängdsalbum och en liveskiva innan han lämnade gruppen 1991. Under 1990-talet sjöng Marcolin bland annat på tre skivor med Memento Mori. Han återvände till ett återförenat Candlemass 2002, där han deltog på deras självbetitlade skiva från 2005, för att sedan lämna gruppen igen följande år.
Marcolin var gästsångare med Therion under deras turné hösten 2007.
Marcolin har även blivit erbjuden jobbet som sångare i amerikanska doom metal-bandet Saint Vitus, men tackade nej.
I samband med bildandet av bandet Ghost var Marcolin tillfrågad som sångare, men han tackade även denna gång nej.